# Rizal (Occidental Mindoro)
Rizal ist eine philippinische Stadtgemeinde in der Provinz Occidental Mindoro. Sie hat 38.263 Einwohner (Zensus 1. August 2015). Im Barangay Manoot befindet sich eine 280 Hektar große Aufzuchtstation für das größte Säugetier der Philippinen, den Tamarau. 

## Baranggays
Rizal ist politisch in elf Baranggays unterteilt.
- Adela
- Aguas
- Magsikap
- Malawaan
- Pitogo
- Rizal
- Rumbang
- Salvacion
- San Pedro
- Santo Niño
- Manoot